# Соловичівська сільська рада
| Соловичівська сільська рада — сільська рада у Турійському районі Волинської області з адміністративним центром у селі Соловичі. Сільській раді підпорядковані населені пункти: - с. Соловичі - с. Кустичі - с. Обенижі |

## Склад ради
Рада складається з 18 депутатів та голови.

### Керівний склад ради
| ПІБ                     | Основні відомості                                                 | Дата обрання | Дата звільнення |
| ----------------------- | ----------------------------------------------------------------- | ------------ | --------------- |
| Кашуба Ярослав Іванович | Сільський голова, 1963 року народження, освіта, безпартійний      | 26.03.2006   | 31.10.2010      |
| Кашуба Ярослав Іванович | Сільський голова, 1963 року народження, освіта вища, безпартійний | 31.10.2010   |                 |

Примітка: таблиця складена за даними джерела

## Загальні відомості
Історична дата утворення: в 1939 році. Водоймища на території, підпорядкованій даній раді: річка Турія, озеро Велимче.
В Соловичівській сільській раді працює 3 школи: 1 початкова, 1 неповна середня і 1 середня, 2 клуби, бібліотека, 3 медичних заклади, 1 відділення зв'язку, 1 АТС на 100 номерів, 9 торговельних закладів.
Всі села сільської ради газифіковані. Дороги здебільшо з ґрунтовим покриттям. Стан доріг не задовільний.
На території сільської ради проходить Автошлях Р15 Ковель-Жовква.

## Населення
Згідно з переписом УРСР 1989 року чисельність наявного населення сільської ради становила 1668 осіб, з яких 808 чоловіків та 860 жінок.
За переписом населення України 2001 року в сільській раді мешкало 1465 осіб.

### Мова
Розподіл населення за рідною мовою за даними перепису 2001 року:
| Мова       | Відсоток |
| ---------- | -------- |
| українська | 98,70 %  |
| російська  | 0,96 %   |
| білоруська | 0,34 %   |